# Garnet Chili
'Garnet Chili' est une variété de pomme de terre historique, créée aux États-Unis  à Utica (New York) au milieu du XIXe siècle par le révérend Chauncey E. Goodrich. Elle est issue de semis de pomme de terre 'Rough Puple Chili', variété importée par l'intermédiaire de l'ambassade des États-Unis au Panama et présumée d'origine chilienne. Il s'agissait à l'époque d'introduire des gènes de résistance au mildiou, maladie qui ravageait les cultures de pommes de terre de la Nouvelle-Angleterre depuis 1842, et de lutter contre la « dégénérescence » des variétés anciennes dont la cause virale était inconnue à l'époque.
Par l'intermédiaire de 'Early Rose', sa descendante directe créée en 1867 et qui connut un grand succès commercial, 'Garnet Chili' est l'un des « grands ancêtres » des cultivars modernes de pommes de terre cultivés en Amérique du Nord. Elle est également présente dans le pedigree de très nombreuses variétés européennes.